# Felicitas Hiltner
Felicitas Hiltner OSB (* 1. Oktober 1876 als Elisabeth Hiltner in Bornholte, Kreis Wiedenbrück; † 14. August 1905 in Mikukuyumbu bei Liwale im heutigen Tansania) war eine deutsche Missionsbenediktinerin und Märtyrin.  

## Leben
Elisabeth Hiltner trat 1898 bei den Missionsbenediktinerinnen von St. Ottilien ein und legte unter dem Ordensnamen Felicitas am 22. Februar 1901 die Profess ab. Sie wurde in München als Krankenschwester ausgebildet. Im Juni 1905 kam sie in die Ostafrika-Mission. Im August wurde sie auf dem Weg zu ihrer Missionsstation zusammen mit Bischof Cassian Spiß und anderen von Beteiligten des Maji-Maji-Aufstands ermordet.

## Gedenken
Die Römisch-katholische Kirche in Deutschland hat Schwester Felicitas Hiltner als Märtyrin in das deutsche Martyrologium des 20. Jahrhunderts aufgenommen.
Im Missionsmuseum in Sankt Ottilien ist ihr Name auf einer Gedenktafel vermerkt.